# Psychologie de l'art

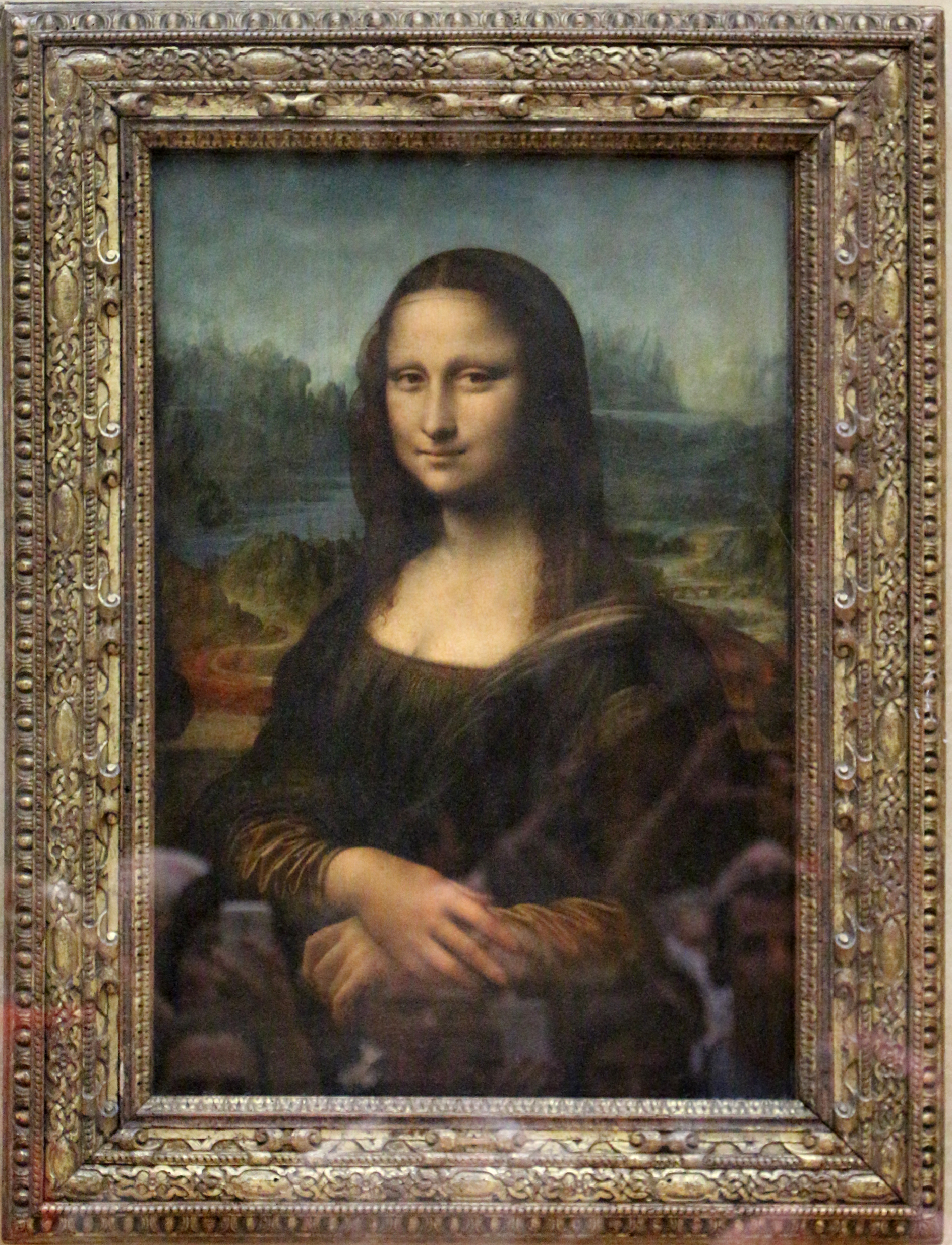
La Joconde. Probablement la mère de Léonard. (théorie fondée sur la psychologie de l'art.

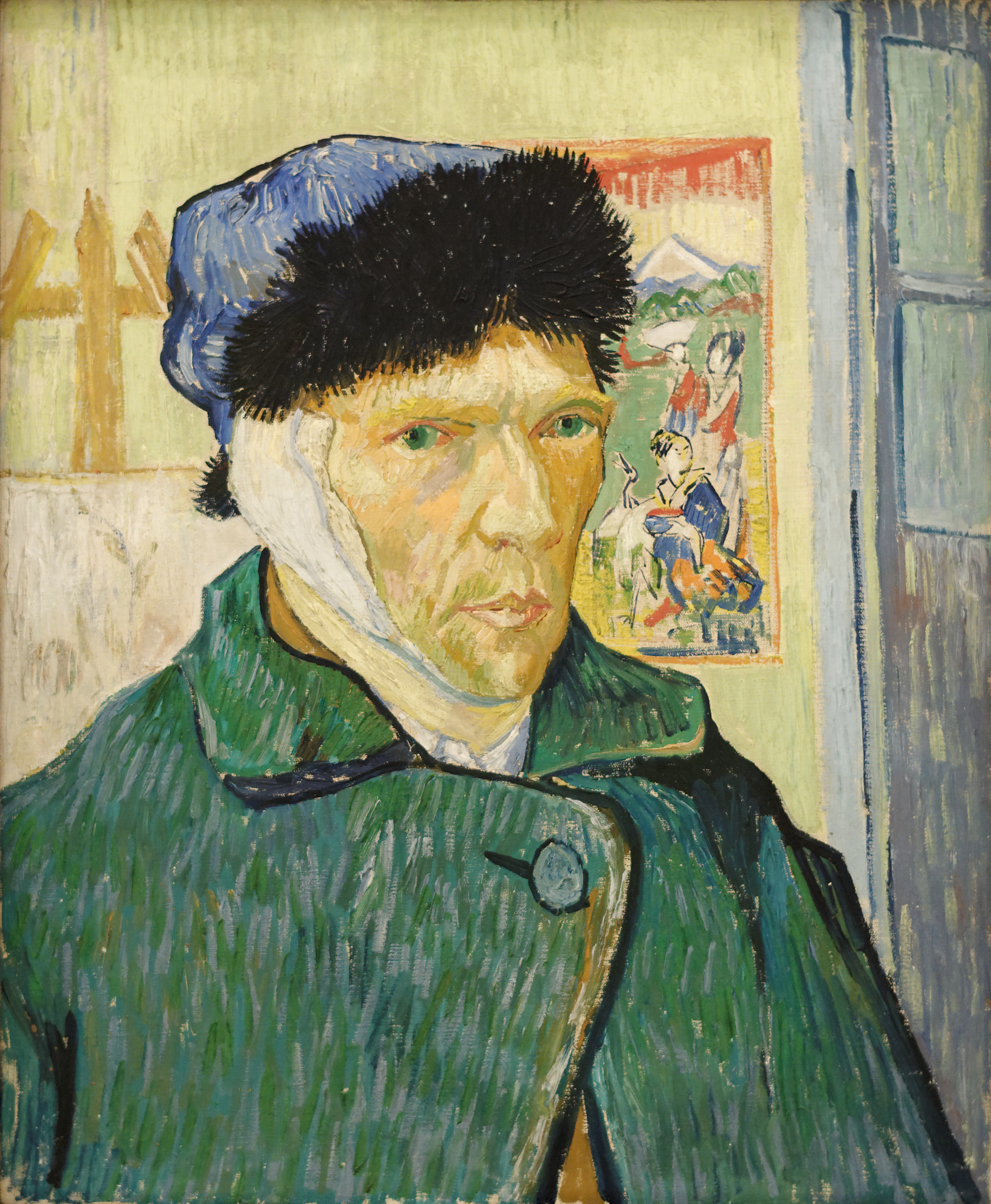
Autoportrait à l'oreille bandée, 1889, Vincent van Gogh.

La psychologie de l'art vise à l'étude des états de conscience et phénomènes inconscients à l’œuvre dans la création artistique ou la réception de l’œuvre d'art. 

## Histoire
L'analyse de la création artistique reprend l'idée d'une primauté de l'artiste lui-même dans l'interprétation de l'art ; idée développée depuis la Renaissance et le romantisme, et déjà reprises dans les approches biographiques de certains historiens de l’art du XIXe (Cf. Kunstwissenschaft).
À partir de 1905, avec l’ébauche par Freud de la théorie des pulsion, l’art devient un objet de psychanalyse. Cette démarche ne vise pas à l'évaluation de la valeur de l'œuvre, mais à l’explication des processus psychiques intrinsèques à son élaboration. 
« Trouver le rapport entre les impressions de l’enfance et la destinée de l’artiste d’un côté et ses œuvres comme réactions à ces stimulations d’autre part, appartient à l’objet le plus attirant de l’examen analytique » — Freud
Cette analyse se base notamment sur le concept de sublimation ; la création artistique est considérée comme la transposition d’une pulsion (désir) : la tentative pour l’artiste de surmonter son insatisfaction par la création d'un objet socialement valorisé, susceptible de satisfaire son désir. 
De même, par cette approche, l’art est envisagé comme symptôme : il devient alors l'outil possible d’un diagnostic clinique ou d’une thérapie (art-thérapie).
L'analyse de la réception prolonge la théorie de la Gestalt, psychologie de la forme (XXe). Cette analyse de l'art s’attache à déterminer les processus psychologiques de la réception des œuvres par le spectateur. Cette réception n’est plus alors considérée comme simple perception et découverte (du savoir de l’artiste), mais comme la reconnaissance d’un savoir propre au spectateur, à sa propre culture et son milieu social (Gombrich, Arnheim).